# Heilige Sieben Brüder (Unterrieden)

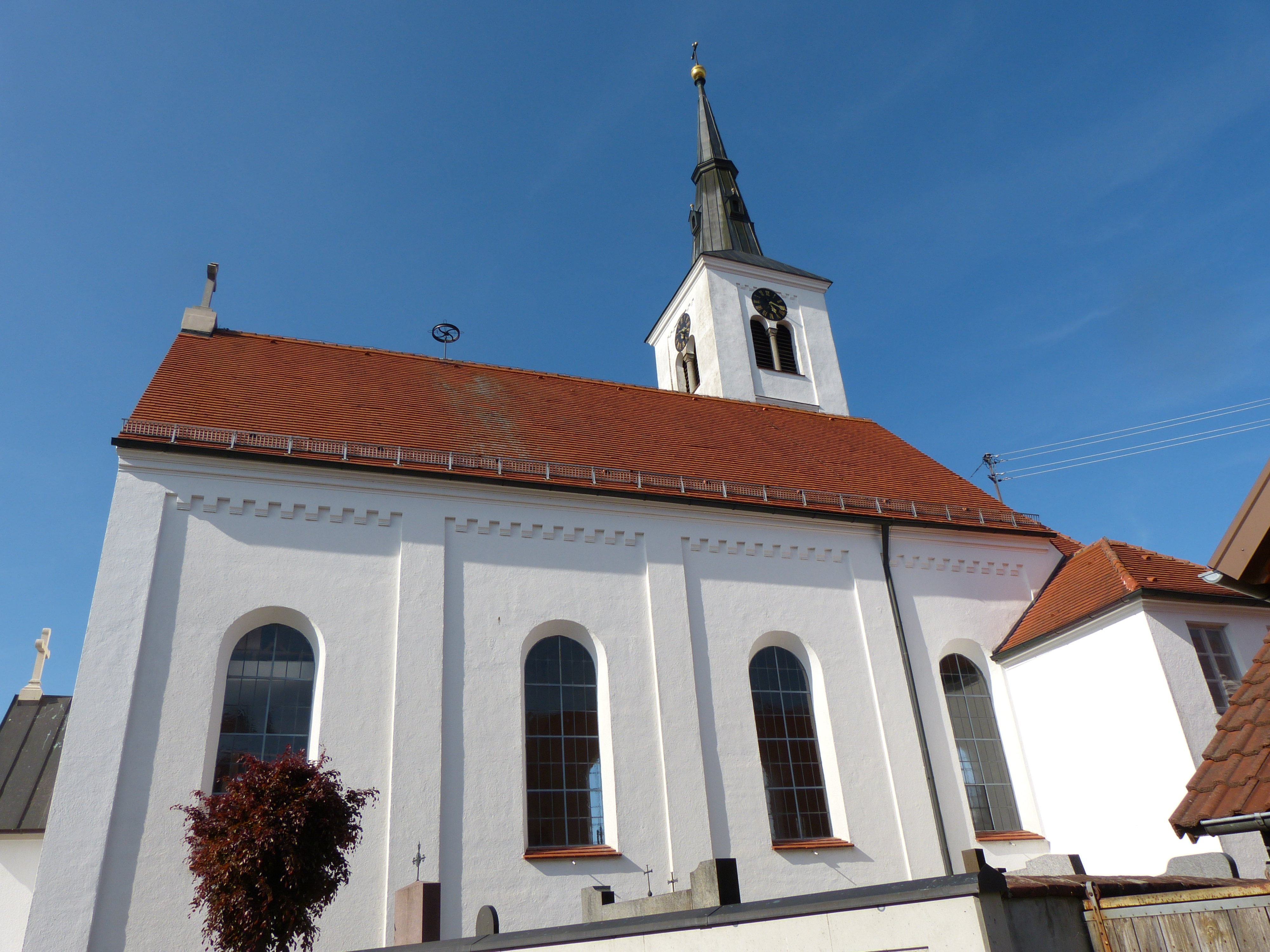
Kirche Heilige Sieben Brüder in Unterrieden

Die katholische Pfarrkirche Heilige Sieben Brüder befindet sich in Unterrieden, einem Ortsteil von Oberrieden im Landkreis Unterallgäu in Bayern. Die Kirche steht unter Denkmalschutz. Das Patrozinium der Kirche bezieht sich auf die sieben Söhne der heiligen Felizitas.

## Geschichte
Die Kirche in Unterrieden war ehemals eine Filiale der Pfarrei Pfaffenhausen und erhielt 1167 Reliquien durch den Ottobeurer Abt Isengrim. Bero I. von Rechberg stiftete 1459 ein Benefizium. In der Zeit ab 1623 bis ins 18. Jahrhundert hinein war die Kirche der Pfarrei Westernach angeschlossen. Die Erhebung zur Kuratie fand 1817, die zur eigenständigen Pfarrei 1861 statt. Der Kirchturm und die Mauern des Chores der Kirche sind spätgotisch und stammen aus dem 15. Jahrhundert. Aufgrund schlechten Bauzustandes war das Kirchengebäude 1605 zum größten Teil eingestürzt. In der Folge fand 1623 der Wiederaufbau statt. Die Inneneinrichtung der Kirche wurde 1680 erneuert und ausgetauscht. Die Weihe der Kirche fand 1710 durch den Weihbischof Johann Kasimir Röls statt. Das Deckengemälde dieser Kirche stellt die heilige Felizitas mit ihren Söhnen dar. Der Brandinspektor und Baumeister Peter Klein aus Mindelheim errichtete in den Jahren 1882 bis 1884 einen neuromanischen Neubau, worin er die älteren Baubestandteile einbezog. Der Neubau wurde durch die aus Pfaffenhausen stammenden Maurermeister Stark sowie den Zimmermeister Schmid ausgeführt. Der Abbruch des Vorgängerbaus begann am 10. Juni 1882. Bereits am 25. Juli 1882 wurde das Richtfest des neuen Gebäudes gefeiert. Der Hochaltar wurde ein Jahr später am 1. Adventssonntag 1883 eingeweiht. Bischof Pankratius von Dinkel vollzog die Kirchenweihe am 13. Juli 1884. Die Säulen und Kapitelle des Portals stammen aus Mannheim, während die übrigen Steinmetzarbeiten von Müller aus Pfaffenhausen durchgeführt wurden. Der 1883 geschaffene Stuck stammt von Hermann Kolb aus Augsburg. Xaver Zimmermann schuf im gleichen Jahr das Deckengemälde und die Dekorationsmalereien. Die übrige Einrichtung wurden in den Jahren 1882 bis 1884 vom Babenhausener Schreiner Wilhelm Engel gefertigt. Der Münchener Leopold Mutter schuf 1883 die Figuren des Hochaltares und 1884 die der Seitenaltäre. Im Zuge der Renovierung 1966/1967 wurde die neuromanische Innenausstattung entfernt.

## Baubeschreibung

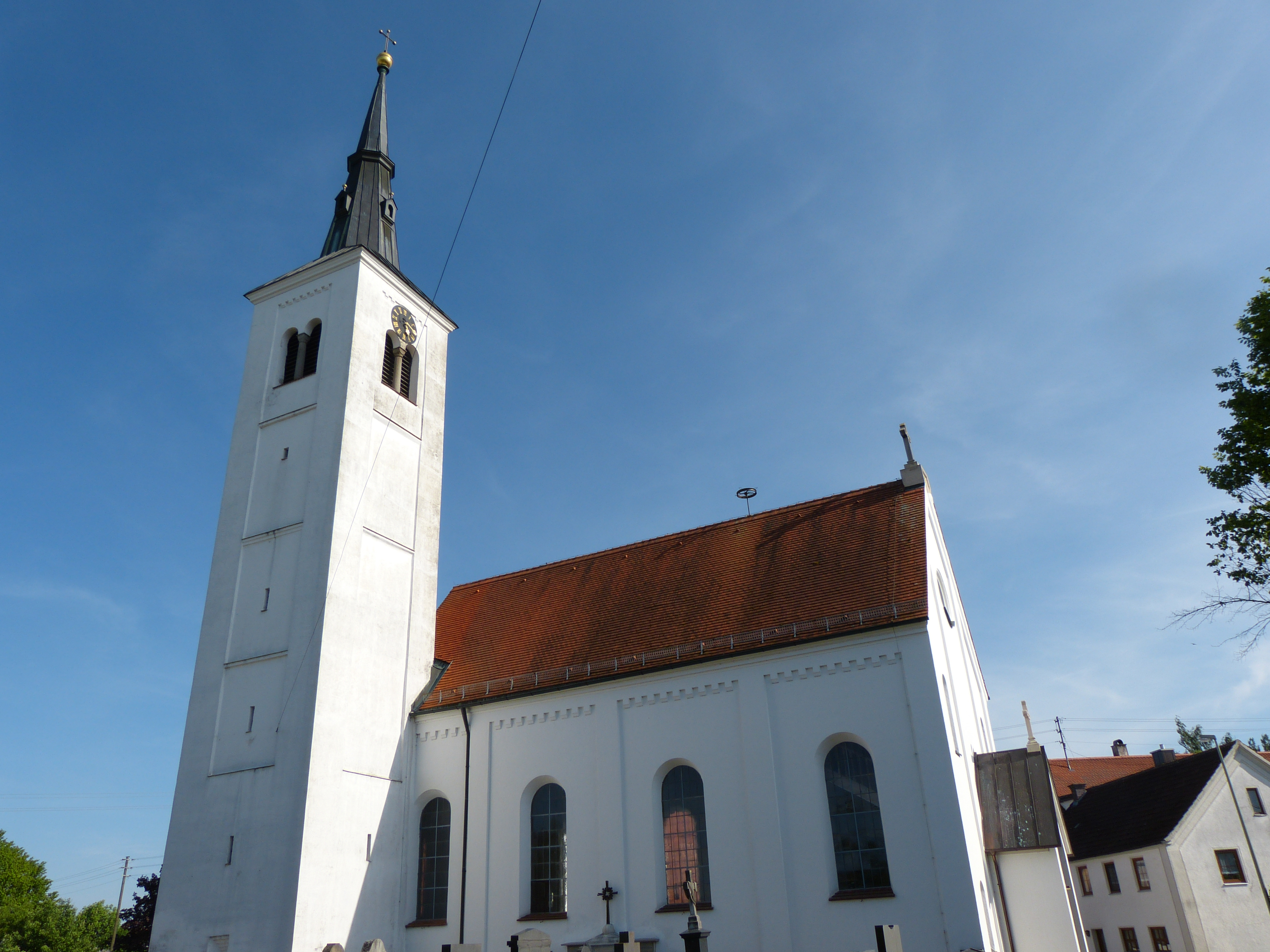
Außenansicht der Kirche

Der Saalbau mit Flachdecke enthält an der Westseite eine Doppelempore. Die Wände des Langhauses sind durch Blendarkaden über Pilastern gegliedert. An das Langhaus, mit vier Achsen, schließt sich der eingezogene Chor mit dreiseitigem Schluss an. Der in der Achse leicht nach Norden abweichende Chor enthält eine Stichkappentonne. Der Chorbogen, zwischen Chor und Langhaus, ist profiliert und besitzt einen Rundbogenschluss. Außen ist die Kirche durch Lisenen gegliedert, unterhalb der Traufe befindet sich ein Zahnschnittfries. Die bis zur halben Höhe des Chores angebrachten Strebepfeiler sind noch spätgotisch. Darüber befinden sich geknickte Lisenen und ein Zahnschnittfries. Der Zugang zur Kirche erfolgt durch das Portal an der Westseite. Flankiert ist dieses durch zweisäulige Rundbogenarkaden, darüber ein Giebel. Im Tympanon befindet sich eine Rundblende mit dem Relief eines Engels. An der Nordseite befindet sich der quadratische Kirchturm zu sechs Geschossen. Im Erdgeschoss befinden sich Schlitzfenster, in den vier darüberliegenden Obergeschossen sind Ecklisenen angebracht. Im obersten Geschoss befinden sich Doppelarkaden mit neuromanischer Mittelsäule. Der Kirchturm ist mit einem Spitzhelm abgeschlossen. Die Sakristei an der Südseite der Kirche wurde im 19. Jahrhundert errichtet.

## Ausstattung

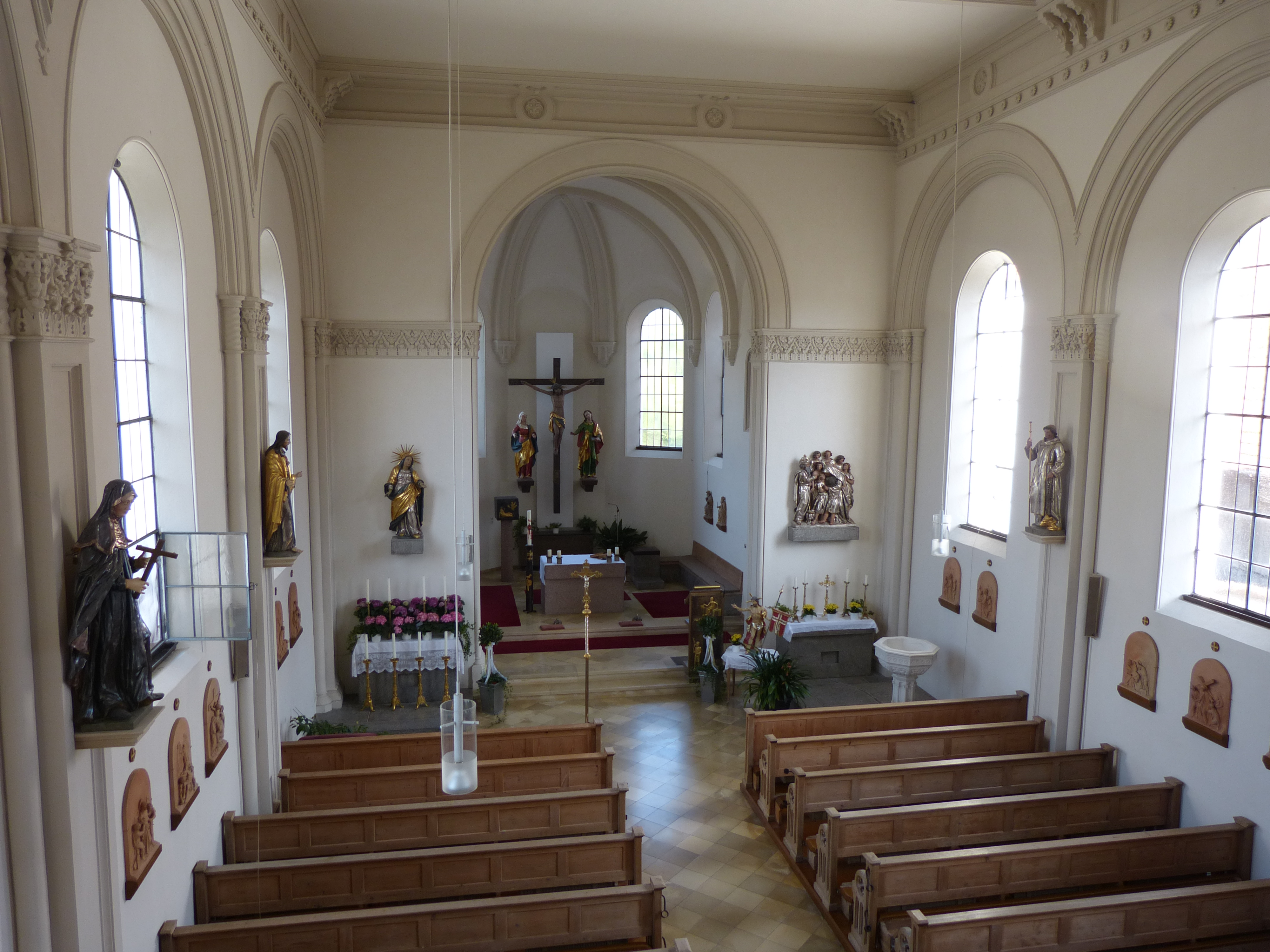
Innenansicht

Das gefasste lebensgroße Kruzifix im Chor ist aus Holz gefertigt und stammt aus der zweiten Hälfte des 16. Jahrhunderts. Daneben befinden sich noch mehrere neugotische Figuren in der Kirche, die die heiligen sieben Brüder, den heiligen Sebastian, Leonhard, sowie die vier Evangelisten darstellen. Der Posaunenengel an der Emporenbrüstung wurde um 1700 geschaffen. Das klassizistische Prozessionskreuz besteht aus Messing und Silber. Das Ewige Licht ist als eine Ampel mit Anthemion und Girlanden ausgeführt und stammt aus dem frühen 19. Jahrhundert. Das Gestühl ist neugotisch, der Taufstein und das Weihwasserbecken sind neuromanisch.

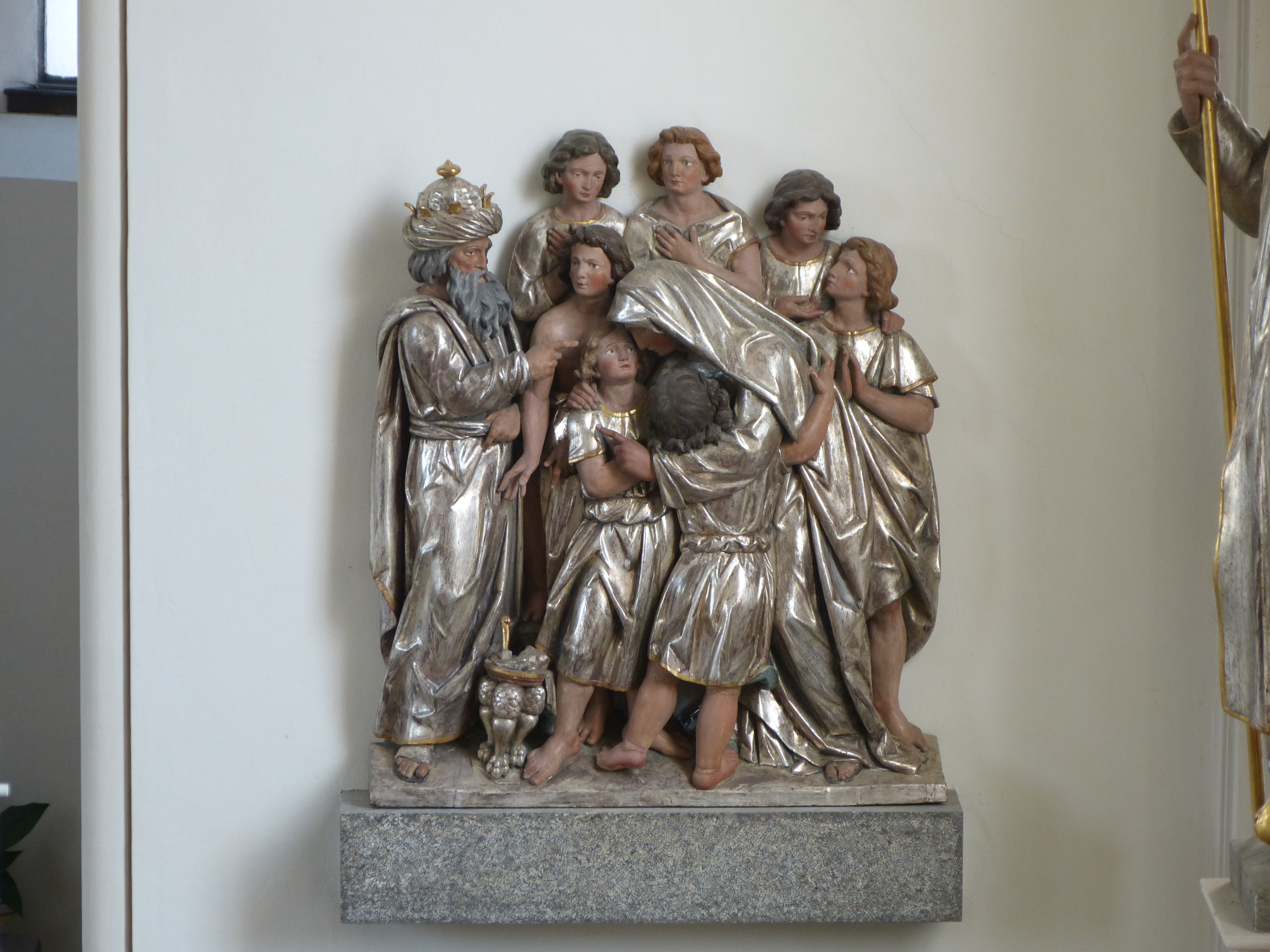
Neugotische Figurengruppe der heiligen Sieben Brüder
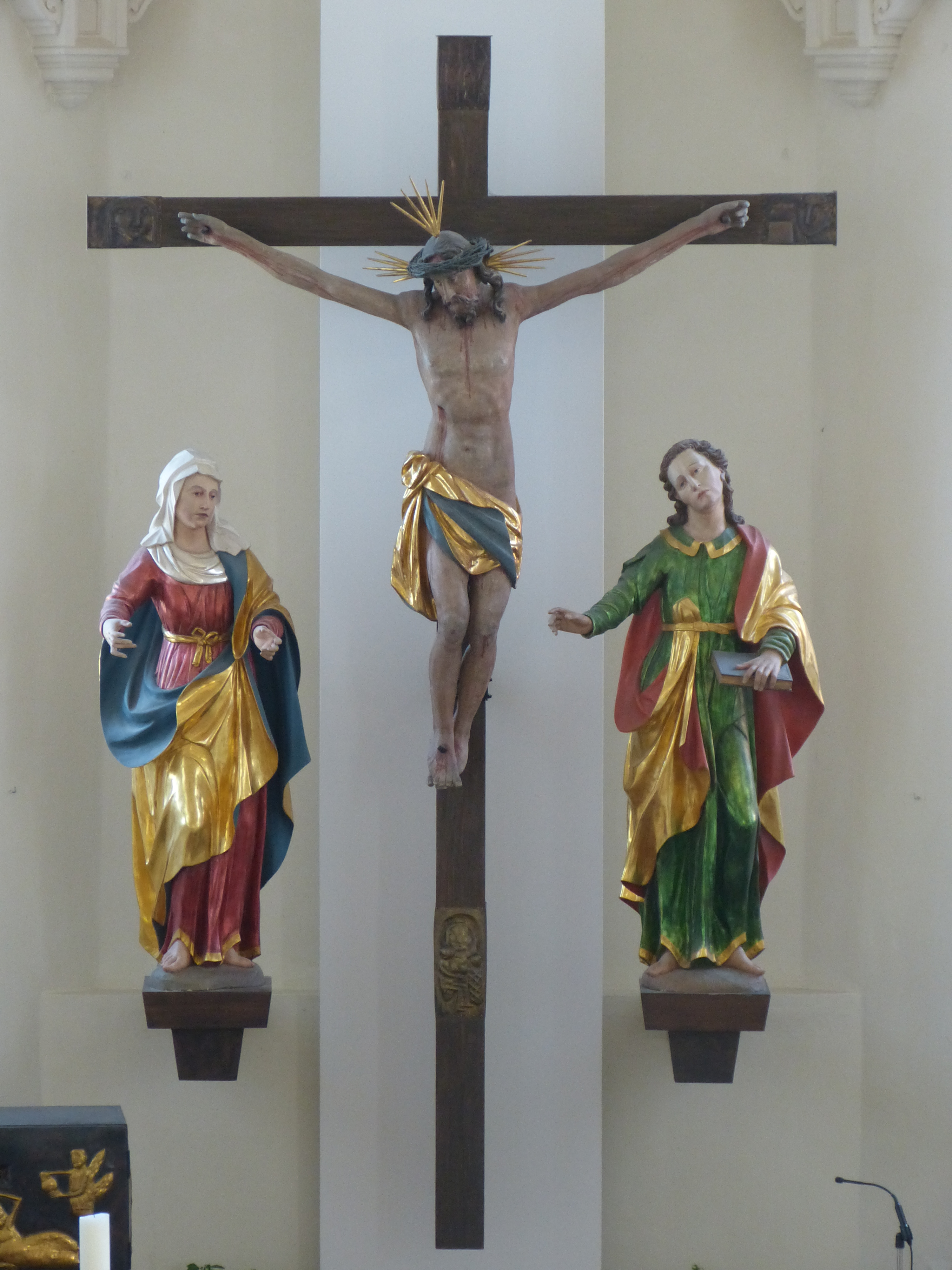
Kruzifix im Chor, 16. Jahrhundert
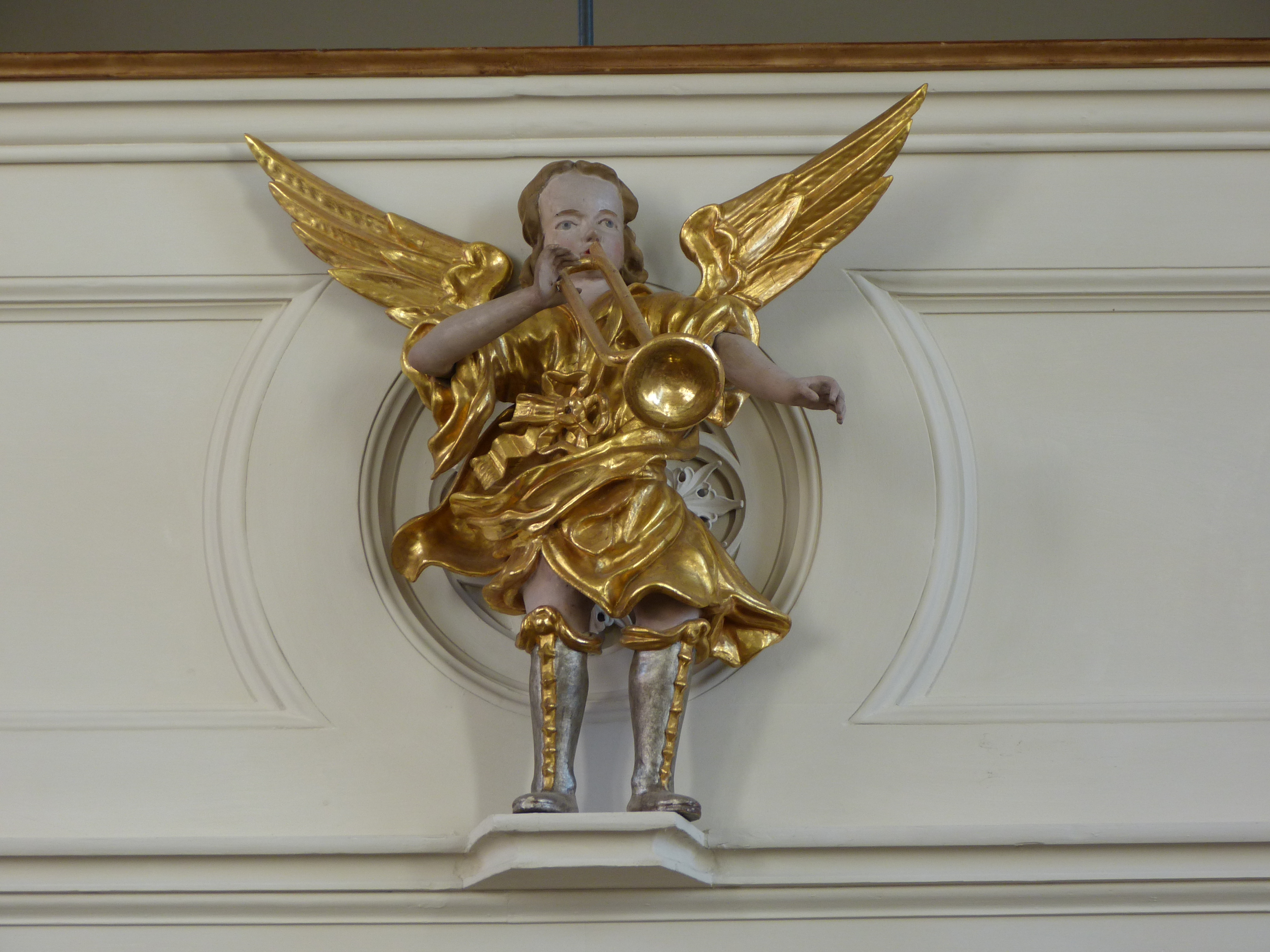
Posaunenengel an der Empore